# زعتر حلبي
الزعتر الحلبي نوع من أنواع الزعتر وخلطة نباتية اشتهرت بها مدينة حلب في سوريا يدخل فيها الكمون وورق الزعتر الناشف البري (الزعتر الإبري المعروف باللاتينية: Thymus vulgaris ) واليانسون.
الزعتر الحلبي من اجود أنواع الزعتر وأفضلها وتضاف للخلطة زهرة السماق التي تعرف بحموضتها الطبيعية وهي بديل عن ملح الليمون الصناعي وهناك البعض يضيف لها حب الرمان المجفف أو الفستق السوداني والسمسم والكزبرة إضافة إلى مكونات أخرى تختلف من شخص لآخر.